# 軌道マヌーバ

低い円軌道（青）から高い円軌道（赤）の円軌道への二重楕円遷移

軌道マヌーバ（Orbital maneuver）は、宇宙機が推進システムを使用して軌道を変えること。
大幅な軌道変更を実施するものはデルタV、小規模な軌道修正はTCM（Trajectory Correction Maneuver、軌道修正マニューバ）、深宇宙探査機がスイングバイができる天体がないポイントで実施する軌道修正はDSM（Deep Space Maneuver、深宇宙マニューバ）と呼ばれる。

## 衝撃マヌーバ
衝撃マヌーバは一度で、そしてほぼ一瞬で宇宙船の速度を変えるものであるが、実際には小さい宇宙船でも質量があるため、真に一瞬で速度を変えることは不可能である。しかし、宇宙ミッションの計画の段階で、設計者はまず衝撃マヌーバを用いた宇宙船の軌道の変更を概算する。これにより、正しい軌道遷移を探す際の複雑さを大幅に減らすことができる。一瞬での速度の変更は、デルタブイ{\displaystyle \Delta \mathbf {v} \,}と呼ばれる。ミッションに必要な全てのマヌーバのデルタブイの合計は、デルタブイバジェットと呼ばれる。デルタブイバジェットを正しく概算することにより、宇宙船のペイロードに必要な燃料を見積もることができる。

## 非衝撃マヌーバ
長い時間をかけて弱いスラストで宇宙船の速度を変えるものは非衝撃マヌーバ（non-impulsive maneuver）と呼ばれる。オーベルト効果により多くのエネルギーが失われて非効率であるが、小さな反応質量で大きなデルタブイを産まなければならない場合にはこの方法しかなく、低質量で大きな比推力のイオンエンジン等が用いられる。打ち上げには使えない。

## 有限燃焼軌道
ランデブー等の高い正確性が要求されるミッションでは、宇宙船やスラスタの詳細なモデルに基づいた計算が要求される。特に重要なのは、質量、重心、内部モーメント、スラスタの位置、スラスタのベクトル、スラスタの曲率、比推力、スラスタの重心、燃料組成である。